# Resolució 849 del Consell de Seguretat de les Nacions Unides
La Resolució 849 del Consell de Seguretat de les Nacions Unides fou adoptada per unanimitat el 9 de juliol de 1993. Després d'observar amb preocupació els recents combats al voltant de Sukhumi a la regió disputada d'Abkhàzia, el Consell va demanar al secretari general Boutros Boutros-Ghali que enviés al seu enviat especial a la regió per tal de arribar a un acord per a un alto el foc entre Abkhàzia i Geòrgia, i un cop implementat, autoritzar un enviament de 50 observadors militars. Va ser la primera resolució del Consell de Seguretat sobre el conflicte.
El secretari general fou requerit per fer recomanacions sobre el mandat dels observadors militars, mentre que eren recolzats els seus esforços per posar en marxa un procés de pau sobre Abkhàzia, Geòrgia amb Rússia com a facilitador i la contínua cooperació amb el president de l'Organització per a la Seguretat i la Cooperació a Europa. Finalment, es va demanar al govern de Geòrgia que iniciés converses amb les Nacions Unides sobre un Acord d'Estatut de Forces per facilitar el desplegament anticipat dels observadors.